# Гаценко, Андрей Тихонович
Андрей Тихонович Гаценко (1928—1987) — бригадир горнорабочих очистного забоя (ГРОЗ) шахты «Южная» комбината «Ростовуголь», город Шахты.

## Биография
Родился 29 октября 1928 года в станице Ново-Джерелиевской Роговского района Краснодарского края в крестьянской семье. Трудовую деятельность начал в 1944 году трактористом.
В 1948 году был призван в ряды Советской Армии, а после демобилизации по комсомольской путёвке работал на шахтах Донбасса.
В феврале 1952 года пришёл работать на шахту «Южная», в лаву навалоотбойщиком. Освоил профессию рабочего очистного забоя и вскоре наравне с опытными горняками стал выполнять норму. С 1961 года и до последних дней своей жизни А. Т. Гаценко — бригадир горнорабочих очистного забоя.
А. Т. Гаценко был одним из лучших бригадиров на шахте, в объединении «Ростовуголь». Возглавляемый им коллектив трудился по ударному, с полной отдачей сил, постоянно был в авангарде социалистического соревнования, в числе первых лучших горняцких бригад добился тысячетонной среднесуточной добычи угля из лавы.
Гаценко находил время для общественной работы. Его неоднократно выбирали делегатом районного и городского Советов народного депутатов, членом шахткома. Член КПСС с 1962 года, в течение многих лет он был членом бюро городского комитета партии, делегатом XXIV съезда КПСС в 1971 году.
Жил в городе Шахты. Умер 19 декабря 1987 года.

## Награды и Звания
- За исключительные заслуги в развитии угольной промышленности бригадиру ГРОЗ шахты «Южная» Гаценко Андрею Тихоновичу Указом Президиума Верховного Совета СССР от 30.03.1971 года присуждено звание Героя Социалистического Труда. Орден Ленина № 395137, золотая медаль «Серп и Молот» № 18228, книжка Героя № 024835, орденская книжка Ж 851762.
- За успешное выполнение семилетнего плана развития народного хозяйства страны он награждён орденом Трудового Красного Знамени (июль 1971). Также награждён орденом Октябрьской Революции, медалью «За доблестный труд», знаком «Шахтёрская слава» всех трёх степеней.
- Заслуженный шахтёр РСФСР.